# Temps sideri

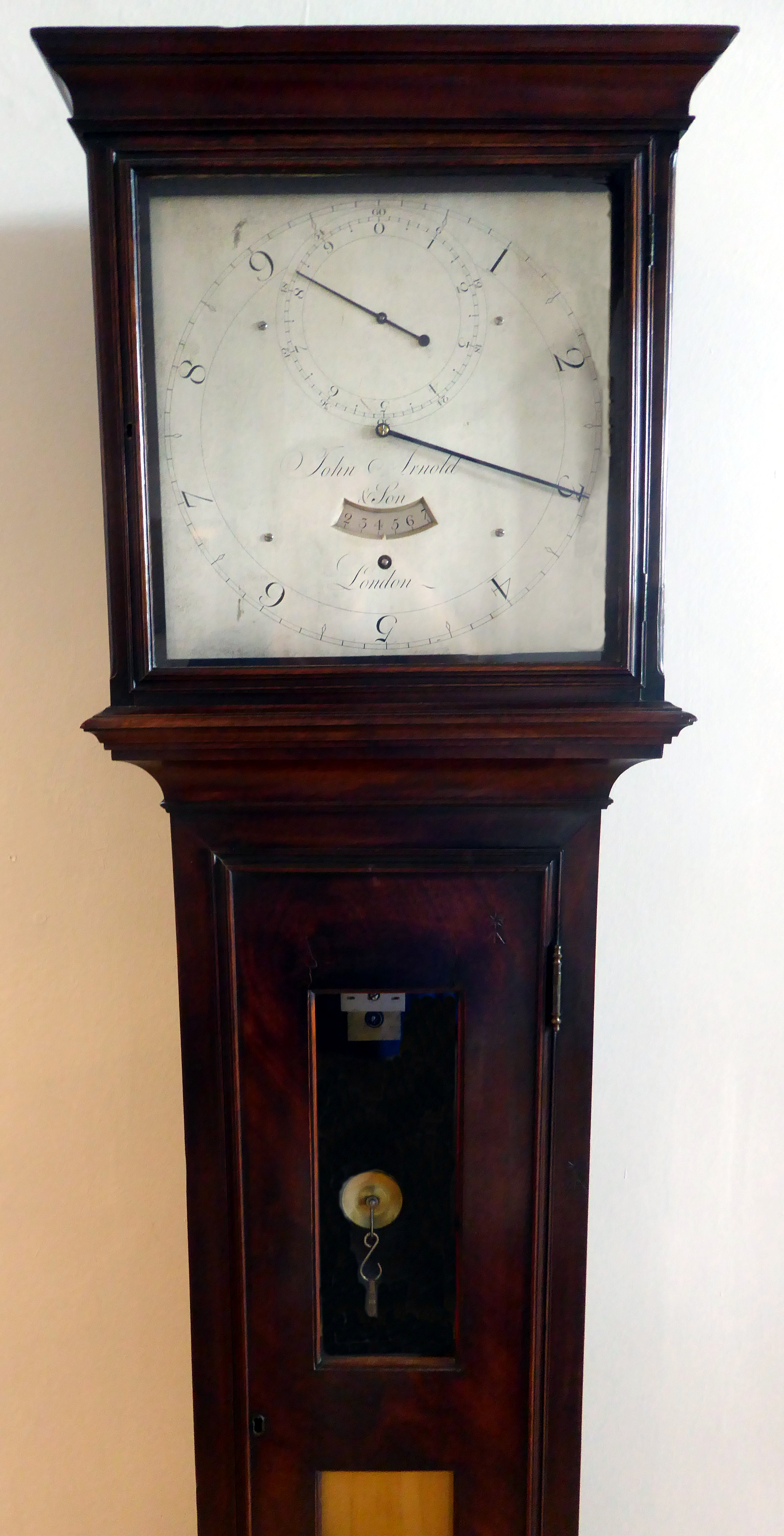
Rellotge sideri conservat a l'Observatori Reial de Greenwich

El temps sideri local o l'hora sidèria local és l'angle horari que forma el punt Àries amb el meridià de l'observador. El temps sideri local és l'ascensió recta d'un astre més l'angle horari de tal astre. Acostuma a expressar en hores, minuts i segons. L'hora habitual d'un rellotge corrent mesura un cicle una mica més llarg, que té en compte no només la rotació axial de la Terra sinó també l'òrbita de la Terra al voltant del Sol.
Com a cas particular per a Greenwich s'establí el temps sideri de Greenwich de gran importància en Astronomia. Utilitzant el temps sideri, es pot apuntar fàcilment un telescopi a unes coordenades concretes al cel nocturn. En resum, el temps sideri és una "escala de temps que es basa en la velocitat de rotació de la Terra mesurada en relació amb les estreles fixes".
Vista des de la mateixa ubicació, una estrela vista en una posició del cel es veurà a la mateixa posició una altra nit a la mateixa hora sideri. És semblant a utilitzar l'hora que marca un rellotge de sol per trobar la ubicació del Sol. De la mateixa manera que el Sol i la Lluna surten per l'est i es posen per l'oest a causa de la rotació de la Terra, també ho fan les estrelles. Tant el temps solar com el temps sideri fan ús de la regularitat de la rotació de la Terra al voltant del seu eix polar: el temps solar segueix el Sol mentre que, a grans trets, el temps sideri segueix les estrelles fixes distants de l'esfera celeste.
L'equinocci de març precedeix lentament cap a l'oest en relació amb les estreles fixes, completant una revolució cada 25.800 anys. El període sideral es mesura com l'angle de rotació terrestre (ERA), abans anomenat angle estel·lar. Un augment de 360° en l'ERA és una rotació completa de la Terra.

## Definicions modernes
En el passat, el temps es mesurava observant estrelles amb instruments com els tubs zenitals fotogràfics i astrolabis de Danjon, i el pas de les estrelles a través de línies definides es cronometrava amb el rellotge de l'observatori Després, utilitzant l'ascensió recta de les estrelles d'un catàleg d'estrelles, es va calcular l'hora en què l'estrella hauria d'haver passat pel meridià de l'observatori i es va calcular una correcció a l'hora mantinguda per al rellotge de l'observatori. El temps sideral es va definir de tal manera que l'equinocci de març trànsita el meridià de l'observatori a les 0 hores del temps sideri local.
A partir de la dècada de 1970, els mètodes de radioastronomia d'interferometria de línia de base molt llarga (VLBI) i de matriu de temporització de Púlsar van superar els instruments òptics per a l'astrometria més precisa. Això va conduir a la determinació de UT1 (temps solar mitjà a 0° de longitud) utilitzant VLBI, una nova mesura de l'angle de rotació de la Terra i noves definicions de temps sideral. Aquests canvis es van posar en pràctica l'1 de gener del 2003.

### Angle de rotació de la terra
L′angle de rotació de la terra (de l'anglès Earth rotation angle o ERA) mesura la rotació de la Terra des d'un origen a l'equador celeste, l′Origen Celestial Intermedi, també anomenat Origen Celestial de les Efemèrides, que no té moviment instantani al llarg de l'equador; originalment es va denominar origen no giratori. Aquest punt és molt a prop de l'equinocci de J2000.
L'ERA, mesurada en radians, està relacionada amb UT1 per una relació lineal simple:
{\displaystyle \theta (t_{U})=2\pi (0.779\,057\,273\,2640+1.002\,737\,811\,911\,354\,48\cdot t_{U})}
on tU és la data UT1 juliana (JD) menys 2451545.0.
El coeficient lineal representa la velocitat de rotació de la Terra al voltant del seu propi eix.
ERA reemplaça el Temps Sideral Aparent de Greenwich (GAST). L'origen en l'equador celeste per a GAST, anomenat el veritable equinocci, es mou, a causa del moviment de l'equador i l'eclíptica. La manca de moviment de l'origen d'ERA es considera un avantatge significatiu.
L'ERA es pot convertir a altres unitats; per exemple, l′Almanac astronòmic de l'any 2017 el va tabular en graus, minuts i segons.
Com a exemple, l′Almanac astronòmic de l'any 2017 va donar l'ERA a les 0 h de l'1 de gener del 2017 UT1 com 100° 37′ 12.4365″.

## Diferències amb el temps solar

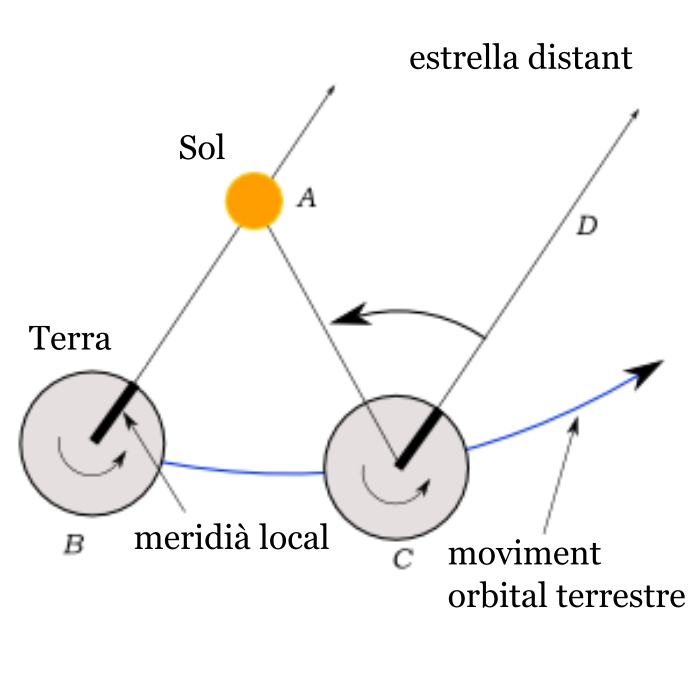
Amb la Terra en B, culminen simultàniament al meridià local el Sol i una estrela distant. En arribar la Terra a C culmina de nou l'estrella, i no el Sol. L'estrela avança al Sol. El retard del Sol (DCA) és igual a l'avanç de la Terra a la seva òrbita

El temps solar es mesura pel moviment diürn aparent del Sol, i el migdia local es defineix com el moment en què el Sol es troba al seu zenit (l'ombra projectada apunta exactament cap al nord a l'hemisferi nord i cap al sud a l'hemisferi sud). Per definició, el temps que triga el Sol a tornar al punt més alt és de mitjana 24 hores. Tot i això, les estreles tenen un moviment aparent lleugerament diferent. Durant el transcurs d'un dia, la Terra s'haurà mogut una mica al llarg de la seva òrbita al voltant del Sol, per la qual cosa ha de girar una petita distància angular extra abans que el Sol arribi al punt més alt. En canvi, les estreles estan tan allunyades que el moviment de la Terra al llarg de la seva òrbita genera una diferència amb prou feines apreciable respecte a la seva direcció aparent (vegeu paral·laxi), per la qual cosa tornen al punt més alt en una mica menys de 24 hores. Un dia sideri mig dura al voltant de 23 hores i 56 min (és gairebé 4 minuts més curt que el dia solar). A causa de les variacions a l'índex de rotació de la Terra, l'índex d'un rellotge sideri ideal es desvia de qualsevol múltiple simple d'un rellotge. A la pràctica, es té en compte mitjançant la diferència UTC−UT1, que es mesura emprant radiotelescopis, i s'emmagatzema i ofereix al públic a través de l'IERS i de l'Observatori Naval dels Estats Units.

## Tipos de temps sideri
El punt Àries no és un punt fix, es mou sobre l'esfera celeste sotmesa principalment al moviment de Precessió dels equinoccis i en menor mesura al moviment de Nutació. Si considerem només el moviment de precessió parlarem de l′equinocci mitjà.
- Temps sidereu mitjà

És l'angle horari de l'equinocci mitjà. És un temps que discorre uniformement, en prescindir-se de la nutació.
Si considerem precessió i nutació parlarem de l′equinocci veritable.
- Temps sideri veritable

És l'angle horari de l'equinocci veritable i, per tant, es té en compte la precessió i nutació, per la qual cosa és un temps que no discorre uniformement.
La diferència entre els dos temps sideris s'anomena Equació d'Equinoccis i és sempre menor que 1,18 segons.
- Temps sideri local (TSL) i Temps sideri de Greenwich

Els valors locals del temps sideri varien d'acord amb la longitud de l'observador. Si ens movem una longitud de 15° cap a l'est, el temps sideri augmenta una hora sidèria. Les possibles diferències es deuen a l'exactitud de les mesures. El temps sideri de Greenwich és el Temps sideri local per a un observador situat al meridià de Greenwich.

Els intervals a Temps sidereu (S) i a Temps mitjà (M) regit pel Sol mitjà i que té a veure amb el Temps Universal Coordinat (TUC) es relacionen mitjançant un factor constant {\displaystyle S=M\cdot 1,00273790935\,}. 

Relació entre el Temps sideri local, angle horari i ascensió recta.

El temps sideri local (Tsl o {\displaystyle \Theta _{m}(th,\lambda )\,}) o la hora sidèria local és l'angle horari que forma el punt Àries amb el meridià de l'observador. El temps sideri local és l'ascensió recta d'un astre més l'angle horari d'aquest astre:{\displaystyle TSL=\Theta _{m}(th,\lambda )=H+\alpha \,}
El temps sideri s'usa a observatoris astronòmics per la facilitat que suposa a l'hora de determinar quins objectes astronòmics seran visibles en un moment donat. Els objectes se situen en el cel nocturn emprant l'ascensió recta i declinació relatives a l'[equador celeste] (una cosa anàloga a la longitud i latitud a la Terra), i quan el temps sideral d'un objecte és igual a la seva ascensió recta, es trobarà creuant el meridià ({\displaystyle H=0}) al punt més alt del cel i serà a més el millor moment per realitzar les observacions. O dit d'una altra manera: en l'instant de la culminació d'una estrella la seva ascensió recta ens dona el temps sideri, o a la inversa, conegut el temps sideri tenim l'ascensió recta de l'estrella.

Com a cas particular per a Greenwich s'estableix el temps sideri de Greenwich, de gran importància en astronomia: angle horari de l'equinocci vernal al meridià de Greenwich. Una magnitud que està tabulada a tots els Anuaris d'Astronomia és el Temps sideri mitjà a Greenwich a 0h de T.U. {\displaystyle \Theta _{m}(0h,Gr)\,} i que es pot calcular mitjançant l'expressió:
- {\displaystyle \Theta _{m}(0h,Gr)=6h38min45,836s+8640184,542s\cdot T+0,0929s\cdot T^{2}}

on {\displaystyle T\,} és el nombre de segles julians de 36525 dies mitjans transcorreguts a mitjanit de Greenwich des del migdia mitjà a Greenwich de 31 de desembre de 1899.
Un cop fet el càlcul es transforma a la primera volta al rang 0-24 hores.
Per calcular el temps sideri de Greenwich a una hora t de TU' es transforma l'interval de temps mitjà t en temps sideri.
- {\displaystyle \Theta _{m}(th,Gr)=\Theta _{m}(0h,Gr)+t\cdot 1,00273790935\,}.

Per calcular el temps sideri local TSL en un lloc de longitud geogràfica {\displaystyle \lambda \,} a una hora t de T.U. només cal sumar la longitud (transformada en interval de temps) i positiva a l'est de Greenwich.
- {\displaystyle \Theta _{m}(th,\lambda )=\Theta _{m}(th,Gr)+\lambda \,}

Per transformar la longitud de graus a interval de temps, es fa una simple comparació entre les 24 hi els 360 graus de la circumferència terrestre:
- {\displaystyle \lambda =Longitud\cdot 24/360\,}

## Efectes de la precessió
La rotació de la Terra no és una simple rotació al voltant d'un eix que roman sempre paral·lel a si mateix. El propi eix de rotació de la Terra gira al voltant d'un segon eix, ortogonal a l'òrbita terrestre, que tarda uns 25.800 anys a realitzar una rotació completa. Aquest fenomen s'anomena precessió dels equinoccis. A causa d'aquesta precessió, sembla que les estreles roten al voltant de la Terra d'una manera més complicada que una simple rotació constant.
Per aquest motiu, per simplificar la descripció de l'orientació de la Terra en astronomia i geodèsia, és convencional traçar les posicions dels astres al cel segons l'ascensió i la declinació recta, que es basen en un marc que segueix la precessió de la Terra, i mantenir seguiment de la rotació de la Terra, a través del temps sideri, també en relació amb aquest marc. En aquest marc de referència, la rotació de la Terra és gairebé constant, però les estrelles semblen girar lentament amb un període d'uns 25.800 anys. També és en aquest marc de referència on l'Any tròpic, relacionat amb les estacions, representa una òrbita de la Terra al voltant del Sol. La definició precisa d'un dia sideri és el temps necessari per a una rotació de la Terra en aquest marc de referència.

## Dia sideri
El dia sideri o dia sideral és el lapse que transcorre entre dos culminacions, o trànsits, successius del primer punt d'Àries, o equinocci vernal. Es podria definir igualment respecte al primer punt de Libra. El dia sideral mitjà de la Terra dura uns 86.164,0989 segons, mesurats en unitats SI, o aproximadament 23 hores 56 minuts 4,0989 segons (≈ 23,93447192 h). La durada dels dies siderals a la Terra no és constant; tendeix a augmentar a mesura que s'alenteix la rotació de la Terra i és uns 4 minuts més curt que el dia solar mitjà.